# ميخائيل وارن
ميخائيل وارن (بالإنجليزية: Michael Warren)‏ هو نحات أيرلندي، ولد في 1950 في دبلن في جمهورية أيرلندا.